# 이언 울프
이언 울프(Ian Wolfe, 1896년 11월 4일 ~ 1992년 1월 23일)는 미국의 배우, 시인, 연극 배우, 영화배우이다.

## 영화
- 발 류튼: 그림자 속의 사나이 (2007년)
- 딕 트레이시 (1990년)
- 천사의 키스 (1989년)
- LBJ: 초창기 (1987년)
- 여자를 쫓는 남자 (1985년)
- 징크스 (1982년)
- 매 웨스트 (1982년)
- 더 폴 가이 (1981년)
- 레즈 (1981년)
- 신병 교육대 (1980년)
- 프리스코 키드 (1979년)
- 더 시니어스 (1978년)
- 포춘 (1975년)
- 원더 우먼 (1975년)
- 실험 인간 (1974년)
- THX-1138 (1971년)
- FBI (1965년)
- The Wonderful World of the Brothers Grimm (1963년)
- 잃어버린 세계 (1960년)
- 보난자 (1959년)
- 검찰 측 증인 디 오리지널 (1957년) - 카터 역
- 문프릿 (1955년)
- 빌리 밋첼의 군사법원 (1955년)
- 이유없는 반항 (1955년)
- 디즈니랜드 (1954년) - 레브. 호드긴스 역
- 어바웃 미스터 레슬리 (1954년)
- 7인의 신부 (1954년)
- 은배 (1954년)
- 여배우 (1953년)
- 마술의 사나이 (1953년)
- 비련의 공주 엘리자베스 (1953년)
- 줄리어스 시저 (1953년)
- 어둠 속에서 (1952년)
- 레 미제라블 (1952년)
- 썸딩 포 더 버즈 (1952년)
- 포획된 도시 (1952년)
- 위대한 카루소 (1951년)
- 히어 컴스 더 그룸 (1951년)
- 젊은이의 양지 (1951년)
- 매그니피선트 양키 (1950년)
- 그들은 밤에 산다 (1949년) - 호킨스 역
- 마이 프렌드 어머 (1949년)
- 콜로라도 테리토리 (1949년)
- 스튜디오 원 (1948년)
- 쓰리 다링 다터스 (1948년)
- 줄리아 미스비헤이브 (1948년)
- 조니 벨린다 (1948년)
- 미스터 브랜딩스 (1948년) - 스미스 역
- 디자이어 미 (1947년) - 닥터 폴린 역
- 추적 (1947년)
- 위드아웃 레저베이션스 (1946년) - 찰리 깁스 - 리포터 역
- 베들램 (1946년)
- 평결 (1946년)
- 좀비 온 브로드웨이 (1945년)
- 러브 레터 (1945년)
- 더 화이트 클리프스 오브 도버 (1944년)
- 콜벳 K-225 (1943년)
- 나우 보이저 (1942년)
- 파괴 공작원 (1942년)
- 엘리게이니 폭동 (1939년)
- 마리 앙투아네트 (1938년)
- 메이타임 (1937년)
- 더 파이어플라이 (1937년)
- 왕자와 거지 (1937년)
- 조로 - 볼드 카발레로 (1936년)
- 바운티호의 반란 (1935년)
- 배릿 오브 윔폴 스트리트 (1934년) - 해리 비반 역